# هورس بندیکت دو سوسور
هورس بندیکت دو سوسور (به انگلیسی: Horace-Bénédict de Saussure) نجیب‌زاده، فیزیک‌دان اهل ژنو (۱۷۹۹-۱۷۴۰) است که اغلب به عنوان بنیان‌گذار کوهنوردی و نخستین سازنده اجاق خورشیدی شناخته می‌شود.
او در ۱۷ فوریهٔ ۱۷۴۰ در نزدیکی ژنو به‌دنیا آمد. علاقه‌اش به گیاه‌شناسی باعث جذب او به کوه‌های آلپ شد. از سال ۱۷۷۳ او به زمین‌شناسی و فیزیک آن منطقه علاقه‌مند شد و باعث شد توپوگرافی کوه‌های پربرف آلپ را روشن نماید.
دو سوسور یکی از مشهورترین فیزیک‌دانان و زمین‌شناسان زمان خود بود که به دلیل پژوهش‌هایش در زمین‌شناسی، هواشناسی و گیاه‌شناسی نواحی کوهستانی اروپا شهرت داشت. کتاب حجیم و پرجاذبهٔ وی، در چهار جلد به نام «سفرهایی در آلپ»، در میان اقلیم‌شناسان اروپایی مرجعی بی‌نظیر به حساب می‌آمد.
دو سوسور در سال ۱۷۶۰ قله شامونی را فتح کرد و نخستین کسی است که موفق به فتح قله مون بلان شد. او درباره یخچال‌های آلپ نیز تحقیق کرد. دو سوسور ضمن بررسی یخچال‌ها و اشکال نهشته‌های یخچالی دریافته بود که گسترش یخچال‌ها در گذشته بسیار بیشتر از عصر حاضر بوده است.